# Acrodon
Acrodon is een geslacht uit de ijskruidfamilie (Aizoaceae). De soorten komen voor in het zuidwesten van de Kaapprovincie in Zuid-Afrika.

## Soorten
- Acrodon bellidiflorus (L.) N.E.Br.
- Acrodon caespitosus H.E.K.Hartmann
- Acrodon deminutus Klak
- Acrodon parvifolius du Plessis
- Acrodon subulatus (Mill.) N.E.Br.

... · 
Antimima · 
Argyroderma · 
Carpobrotus · 
Disphyma · 
Dorotheanthus · 
Gibbaeum · 
Lapidaria · 
Lithops · 
Mesembryanthemum · 
Sceletium · 
Tetragonia · 
...